# Contea di Manresa
La Contea di Manresa (in catalano: Comtat de Manresa, in spagnolo: Condado de Manresa; in francese: Comté de Manresa) è stata una delle contee medievali della Catalogna; era una Contea nominale, senza conti titolari, registrata già nel 906.

## Territorio
Inizialmente la contea comprendeva la parte occidentale della contea di Osona a partire dalla comarca di Bages, poi, a causa dell'avanzata della Riconquista, la designazione fu estesa alle comarche di Anoia, Segarra e Urgell. 

La sua capitale era il villaggio di Manresa, ben differenziato dalla contea di Osona in base ai privilegi concessi dal Re dei Franchi Occidentali, Oddone nell'889 e nell'890.

## Storia
Poiché il suo territorio era sempre considerato un'estensione del territorio della contea di Osona la contea di Manresa era una denominazione di natura più geografica che politica. 

I progressi di quella contea verso le nuove terre conquistate furono delimitati da torri di difesa chiamate manresane. 

La designazione di contea di Manresa scomparve nel corso del XII secolo e cedette il passo a diversi vicariati nei territori della sua antica area di attribuzione.